# Колорадо до Оести (микрорегион)
Микрорегион Колорадо до Оести е един от осемте микрорегиона на бразилския щат Рондония, част от мезорегион Източна Рондония. Образуван е от пет общини (градове).
Микрорегионът се намира се в южната част на щата. През 90-те години на миналия век, във връзка с борбите на селяните за земите, бива извършено клането в Корумбиара.

## Общини
- Кабиши
- Колорадо до Оести
- Корумбиара
- Пиментейрас до Оести
- Сережейрас